# لوبومير فتاتشنيك
لوبومير فتاتشنيك Ľubomír Ftáčnik (ولد في 30 أكتوبر 1957 في براتيسلافا) لاعب شطرنج سلوفاكي يحمل لقب أستاذ كبير.

## إنجازات
- فاز ببطولة أوروبا للشطرنج للشباب عام 1976/1977.
- فاز ببطولة تشيكوسلوفاكيا أعوام 1981، 1982، 1983، 1985.

## ألقاب
- نال لقب أستاذ دولي عام 1977، ولقب أستاذ كبير عام 1980.

## تصنيف
- بلغ في تصنيف إيلو 2544 نقطة في يناير 2018.

## روابط خارجية
- لوبومير فتاتشنيك على موقع الاتحاد الدولي للشطرنج (الإنجليزية)
- لوبومير فتاتشنيك على موقع مباريات الشطرنج (الإنجليزية)
- لوبومير فتاتشنيك على موقع 365Chess.com (الإنجليزية)
- لوبومير فتاتشنيك على موقع Chesstempo.com (الإنجليزية)
- لوبومير فتاتشنيك على موقع اتحاد المراسلات الدولية للشطرنج (الإنجليزية)
- لوبومير فتاتشنيك سجل أولمبياد الشطرنج على موقع OlimpBase.org (الإنجليزية)